# Anima

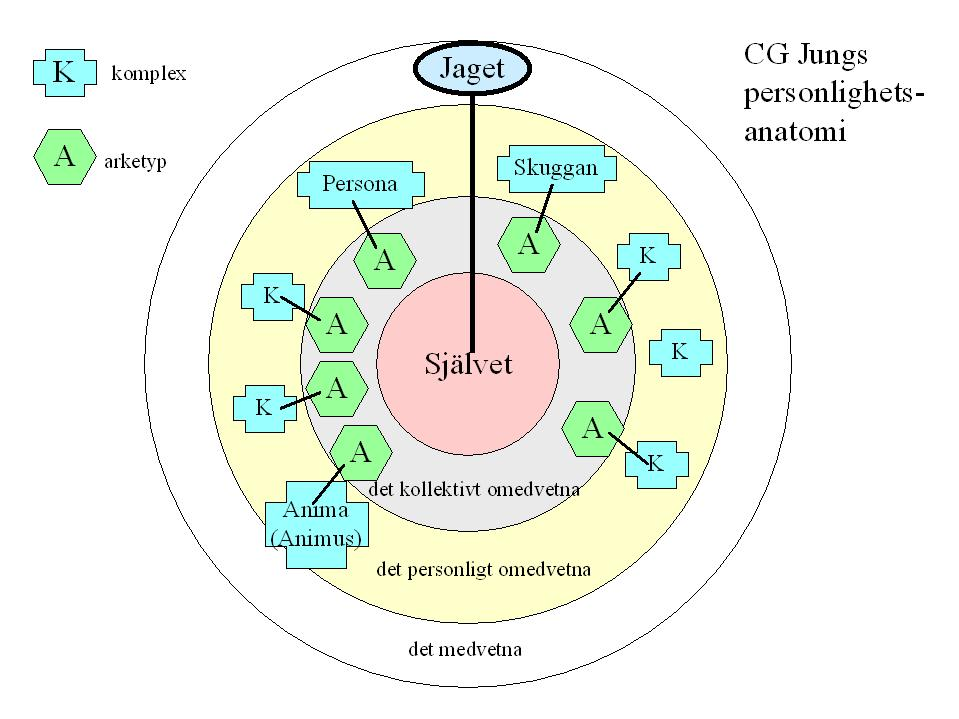
Jungs modell för psyket.

Anima (latin, luft, andedräkt) betyder själ eller ande. Inom den jungianska psykologin betecknar anima de kvinnliga aspekterna i mannens själ. Enligt Jung är människan psykiskt bisexuell. Animus är på motsvarande sätt de manliga aspekterna i kvinnans själ. Anima och animus är två så kallade arketyper eller strukturella komponenter i Jungs begrepp det kollektivt omedvetna.